# Billigkeitshaftung
Bei der Billigkeitshaftung handelt es sich um eine Ausnahme von den Verschuldensgrundsätzen.

## Rechtslage in Deutschland
In Deutschland ist die Billigkeitshaftung in § 829 des Bürgerlichen Gesetzbuches (BGB) geregelt. Bei Vorliegen einer unerlaubten Handlung gemäß § 823 bis § 826 BGB, für die der Schädiger aufgrund ausgeschlossener oder geminderter Verantwortlichkeit gemäß der §§ 827 f. BGB nicht haftet, kann ein Schadensersatzanspruch aus Billigkeitsgründen dennoch in Betracht kommen. Dies gilt aber nur, wenn kein aufsichtspflichtiger Dritter für den Schaden aufzukommen hat. Im Rahmen der Billigkeit sind neben allen Umständen des Einzelfalles und der natürlichen Einsichtsfähigkeit des Verschuldensunfähigen insbesondere die finanziellen Verhältnisse des Schädigers gegenüber dem Geschädigten zu berücksichtigen. Es ist erforderlich, dass der Schädiger nach dieser Betrachtung finanziell deutlich besser gestellt erscheint, als der Geschädigte. Nach Auffassung der Rechtsprechung kann eine vom Schädiger abgeschlossene freiwillige Haftpflichtversicherung nur hinsichtlich der Höhe des Schadensersatzes eine Rolle spielen, nicht aber bezüglich der Bejahung der Haftung dem Grunde nach.
§ 829 BGB ist entsprechend auf die anderen Grundtatbestände der unerlaubten Handlung (§ 830 Abs. 1 S. 2, § 831, § 833 S. 2, § 836 BGB) anzuwenden, sowie im haftungsausfüllenden Tatbestand im Rahmen des § 254 BGB. Eine Anwendung auf die vertragliche Haftung ist mangels Erwähnung in § 276 Abs. 1 BGB ausgeschlossen.

## Rechtslage in Österreich
In Österreich findet sich die Billigkeitshaftung unter anderem in § 1310 ABGB. Dieser besagt, dass auch der unmündige Minderjährige (unter 14) für Schäden haftet, wenn die gesetzlichen Voraussetzung der §§ 1308 bis 1310 ABGB vorliegen. Anders als der BHG bezieht der OGH dabei aber auch das Bestehen von Versicherungen ein. Daran wird kritisiert, dass Versicherungen eine bestehende Haftung decken sollen, nicht aber eine Solche begründen sollen. Für die Rechtsprechung wird eingewendet, dass der geschädigte Minderjährige, vom Malus abgesehen keinen wirklichen Nachteil erleidet.